# Pou (відеогра)
Pou ([puː] або [poʊ]) — це гра про віртуального домашнього улюбленця, створена для BlackBerry 10, iOS та Android, розроблена та опублікована ліванським дизайнером Полом Саламе (Zakeh у Google Play Store). Гра схожа на Тамагочі, модну гру, яка вимагала догляду за імітованою істотою.
Гравець може взаємодіяти з іншими гравцями, відвідуючи їх, якщо гра підключена до Інтернету, або грати в ігри з іншими гравцями як суперниками за допомогою окремих мініігор, що мають можливість Pou-vs-Pou (PvP). Підключення до гри здійснюється через Wi-Fi, Bluetooth або Інтернет. Гра має облікові записи користувачів для збереження та резервного копіювання стану ходу гри, якщо пристрій буде очищено. Останній хід гри можна відновити, увійшовши в обліковий запис користувача. Користувачі можуть переносити Pou з одного пристрою на інший незалежно від платформи, виходячи зі свого облікового запису з пристрою та ввійшовши на інший пристрій; однак версія програми має бути однаковою на обох пристроях. У 2014 році було створено багатомовну функцію.
19 серпня 2015 року в офіційному профілі Pou в Google+ було оголошено, що гра отримає нову 3D-обробку і що новий додаток буде випущено влітку того ж року. Однак цей новий додаток не було опубліковано з невідомих причин, і офіційні новини все ще очікуються.
Завдяки успіху гри було створено її клон «Mou» на Windows Phone. Серед інших клонів — франшиза Moy від Frojo Apps, дві гри My Boo від Tapps Games і дві гри My Chu від Apofiss.
Pou зник з Google Play Market на кілька днів на початку грудня 2019 року, оскільки розробник оновлював гру.